# Čabrače
Čabrače este o localitate din comuna Gorenja vas - Poljane, Slovenia, cu o populație de 60 de locuitori.